# نااشتتن
شهر نااشتتن (به آلمانی: Nastätten) در ایالت راینلند-فالتز در کشور آلمان واقع شده‌است.